# 亚历山德拉·路易-马里
亚历山德拉·路易-马里（法語：Alexandra Louis-Marie，1996年3月3日—），法国女子击剑运动员，2019年夏季世界大学生运动会女子重剑个人金牌得主、2023年欧洲运动会女子重剑团体金牌得主、2024年夏季奥林匹克运动会女子重剑团体银牌得主。